# François Duval de Chassenon de Curzay
Pour les articles homonymes, voir préfet Duval, Duval et François Duval.
François Boleslas Casimir Duval de Chassenon de Curzay (aussi : M. de Curzay) est un haut fonctionnaire et homme politique français né le 4 mars 1780 à Nantes et mort le 31 août 1842 au château familial de Curzay-sur-Vonne.

## Biographie
François Boleslas Casimir du Val de Chassenon de Curzay est le fils de François Gabriel Joseph Henri Duval de Chassenon, président en la Chambre des comptes de Bretagne, et de Prudence Adélaïde Renée de Vaucouleurs de Lanjamet.
En 1797, il va partager la prison avec son père, écroué d'avoir accueilli le prêtre réfractaire Jean Brumauld de Beauregard, futur évêque d'Orléans.
Il est marié le 8 octobre 1807 avec Agnès Henriette de Lespinay, fille ainée de Alexis-Louis-Marie de Lespinay.

### Parcours administratif
- 1er août 1810 : Auditeur au Conseil d'État.
- 14 janvier 1811 : Sous-préfet de l'Arrondissement de Nantes sous le Premier Empire.
- 14 septembre 1813 - 25 mars 1815 : Sous-préfet de l'Arrondissement de Ploërmel sous le Premier Empire et la Première Restauration. Il y fait rétablir les dépouilles des duc de Bretagne Jean II et Jean III[3].
- 14 juillet 1815 - 4 juin 1817 : Préfet des Deux-Sèvres sous la Seconde Restauration. Royaliste, il y fait supprimer les arbres de la liberté[4]. Il est révoqué après les élections de 1816 pendant l'épuration de préfets sous l'influence d'Élie Decazes. Il écrit alors à sa défense le Mémoire de M. de Curzay, ancien préfet du département des Deux-Sèvres[5]. Après 5 ans en retraite, il est en 1822 remis en service active par Jacques-Joseph Corbière[6].
- 9 janvier 1822 : Préfet des Côtes-du-Nord
- 26 juin 1822 - 1827 : Préfet de la Vendée, (1er septembre 1824: nommé Préfet de la Loire-Inférieure, nomination rapporté le 22 septembre, maintenu à la préfecture de la Vendée).
- 8 janvier 1823 : Maître des requêtes au conseil d'État.
- 18 juin 1827 : Préfet d'Ille-et-Vilaine.
- 24 août 1829 - 3 août 1830 : Préfet de la Gironde. Le 29 juillet 1830, pendant la Révolution de Juillet, en mesure de censure, il fait saisir les journaux libéraux bordelais. La population s'insurge, détruit les imprimeries bordelais des journaux royalistes, la maison du préfet est envahi et le préfet est grièvement blessé[7],[8],[9],[10].

### Parcours politique
Parallèlement, il est maire de Curzay (d'avant 1810 jusqu'après 1815) et député de la Vienne de 1820 à 1830. Député, il publie Opinion sur la proposition tendante à demander le changement du ministère, Paris, imp. de Boucher, 1820 ; 1821.  
Il démissionne de ses fonctions après l'avènement de la Monarchie de Juillet par fidélité à Charles X dont il est gentilhomme ordinaire de la chambre.

## Honneurs
- Chevalier de la légion d'Honneur en 1822
- Officier de la Légion d'honneur en 1826.

### Sources
- « François, Boleslas, Casimir Duval de Chassenon de Curzay », dans Adolphe Robert et Gaston Cougny, Dictionnaire des parlementaires français, Edgar Bourloton, 1889-1891 [détail de l’édition] [texte sur Sycomore]
- Archives Nationales, Dossiers individuels de préfets 1800-1880